# 인트론

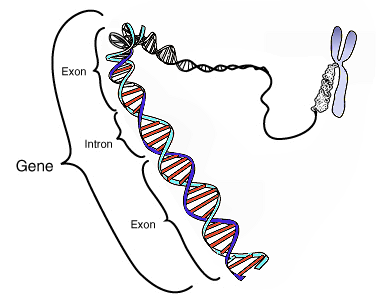
유전자에서 인트론과 엑손의 위치 모식도

진핵세포의 DNA에는 원핵세포의 DNA와 달리 실제로 단백질을 합성하는 부분과 아무런 의미가 없는 부분이 섞여서 존재하고 있다. 이때 의미없는 부분을 인트론(Intron)이라 한다.
따라서 진핵세포에서는 DNA에서 mRNA를 만드는 전사(transcription) 과정에서 의미있는 부분인 엑손끼리 잘라 잇는 과정을 거치게 된다.
인트론은 단백질을 만드는 데 관여하지 않는 DNA 부분으로 전사과정에서 pre-mRNA를 만드는 데 사용되지만 matured mRNA를 만드는 데 쓰이지 않고 잘려진다. 인트론은 진핵생물에서 흔하게 볼 수 있지만 원핵생물에서는 그렇지 못하고 tRNA, rRNA만 존재한다. matured mRNA에 남아있는 DNA전사부분을 엑손(exon)이라 한다. 인트론의 개수와 길이는 종(種)간에서뿐만 아니라 종 내부에서도 다르다.
Takifugu rubripes라는 복어는 인트론이 거의 없지만 포유류나 개화식물의 경우 엑손의 길이보다 길고 많은 수의 인트론을 가지고 있다.

## 개요

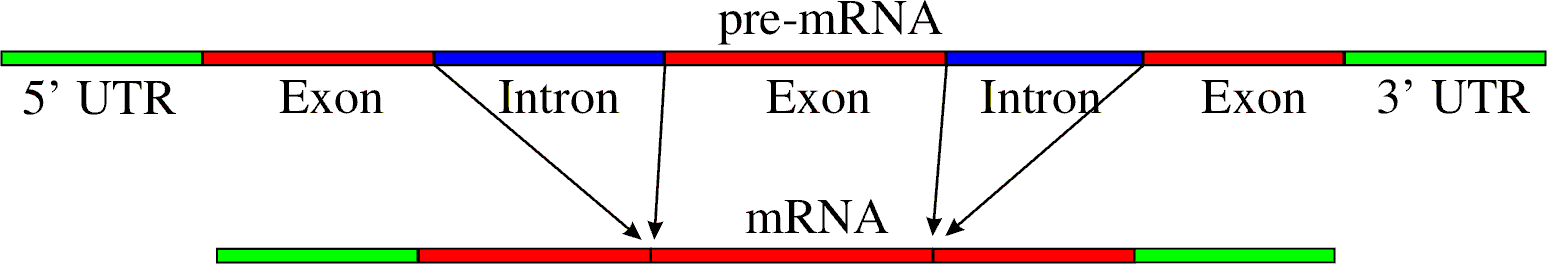
pre-mRNA에서 mRNA 절단 과정 도식

한 유전자(gene)에서 여러 가지 단백질을 생산하기 위해서 인트론은 유전자의 대체삽입(alternative splicing)을 허용하기도 한다. 대체삽입을 포함한 mRNA의 절단은 다양한 신호분자에 의해 수행된다. 예전에는 쓰인 적이 있지만 현재에는 쓰이지 않는 오래된 코드를 포함하기도 한다.
인트론의 대부분의 서열들은 알려진 기능이 없는 쓰레기 DNA라고 여겼지만 짧은 염기서열의 반복은 효과적인 mRNA절단에 영향을 미친다는 것이 밝혀졌다. 인트론 절단의 향상(intronic splicing enhancers)에 대한 정확한 과정은 알려져 있지 않지만 전사과정에서 스플라이오솜(spliceosome)을 안정화시키며 단백질과 결합하는 부위로 작용할 것으로 보인다.
인트론의 발견으로 1993년 Phillip Allen Sharp와 Richard J. Roberts는 노벨 의학상을 수상했다.
I 그룹과 II 그룹 인트론은 스스로 잘려지는 인트론이다. 전사된 primary RNA를 절단을 촉매하는 리보자임(ribozyme)으로 불리며 RNA의 촉매제로서의 기능이 발견된 데 의의가 있다. 스스로 잘려지는 인트론의 발견자 Thomas Cech는 Sidney Altman과 1989년 노벨화학상을 공동수상하게 되었다.

## 인트론의 진화
인트론의 기원은 액틴과 같은 잘 보존된 유전자군에서 활발하게 연구되었다. 인트론의 진화적 기원에 대해서는 2가지 유력한 이론(초기모델, 후기모델)이 있다.
초기 인트론 모델에서는 조상의 유전자가 많은 수의 인트론을 포함했으나 진화를 거치고 종이 분화되면서 소실되거나 달라졌다(서로 다른 종의 유사한 기능의 유전자에서 비슷한 인트론 양식을 보이기도 한다.)고 주장한다.
후기 모델에서는 새로운 인트론의 도입을 위해 어떠한 사전조치를 한다고 가정하고 이 때문에 특정 유전자 변이의 같은 장소에서 유사한 인트론이 나타난다고 주장한다. 전혀 다른 2개의 종에서 같은 인트론 유형을 나타나는 수렴진화현상이 나타날 수 있다고 주장한다.
인트론 엑손의 구조변화는 점진적이고 주기적이며 코딩순서의 진화와는 별개로 일어난다.

## 같이 보기
- 엑손
- 선택적 스플라이싱
- MicroRNA

## 참고 문헌
1. Walter Gilbert (1978. 2. 9.) "Why Genes In Pieces?" Nature 271 (5645):501.